# Driedorf
Driedorf település Németországban, Hessen tartományban. Lakosainak száma 5162 fő (2023. december 31.). Driedorf Breitscheid (Hessen), Herborn és Greifenstein községekkel határos.

## Népesség
A település népességének változása:
| Lakosok száma | 5082 | 5104 | 5062 | 5135 | 5162 |
|               | 2017 | 2019 | 2021 | 2022 | 2023 |